# Комберанш ет Епелиш
Комберанш ет Епелиш (фр. Comberanche-et-Epeluche) насеље је и општина у југозападној Француској у региону Аквитанија, у департману Дордоња која припада префектури Периже.
По подацима из 2011. године у општини је живело 172 становника, а густина насељености је износила 43,77 становника/km². Општина се простире на површини од 3,93 km². Налази се на средњој надморској висини од 70 метара (максималној 120 m, а минималној 50 m).

## Демографија
| 1962. | 1968. | 1975. | 1982. | 1990. | 1999. | 2011. |
| ----- | ----- | ----- | ----- | ----- | ----- | ----- |
| 145   | 161   | 142   | 128   | 130   | 120   | 172   |

График промене броја становника у току последњих година